# بإذن والدي (فلم)
بإذن والدي (بالفارسية: با اجازه ی پدرم) هو فيلم دراماإيراني أنتج ب إيرانيسنة 2023، من إخراج أمير عباس محمدي، وإنتاج محمد یارمطاقلو

## الممثلون
فرناز علي زاده ،
سيد مصطفى ظريف ،
زينب سلطاني 

## طاقم العمل
- المخرج: أمير عباس محمدي
- الكاتبین: أمير حسين قاسمي، سيرينا أميني
- المنتج: محمد یارمطاقلو
- الكاميرا: أمير عباس محمدي [13]
- التركيب: أمير حيدري

## وصلات خارجية
- مقالات تستعمل روابط فنية بلا صلة مع ويكي بيانات